# Amt Hohner Harde
Amt Hohner Harde er et amt i det nordlige Tyskland, beliggende under Kreis Rendsburg-Eckernförde. Kreis Rendsburg-Eckernförde ligger i den centrale del af delstaten Slesvig-Holsten. Siden 1. januar 2008 har Amt Hohner Harde haft et forvaltningsfællesskab med Amt Fockbek, hvor administrationen er beliggende.

## Kommuner i amtet
- Bargstall
- Breiholz
- Christiansholm
- Elstorp-Vestermølle (tysk: Elsdorf-Westermühlen)
- Frederiksgrave (tysk: Friedrichsgraben)
- Frederiksholm (tysk: Friedrichsholm)
- Hammeltorp (tysk: Hamdorf)
- Hohn
- Königshügel
- Lohe-Föhrden
- Prinsemose (tysk: Prinzenmoor)
- Sofieham (tysk: Sophienhamm)

Begrebet Harde er den tyske oversættelse af det danske herred.